# Kvalifikacija za Millstreet
Kvalifikacija za Millstreet (Dansk: Kvalifikation til Millstreet) var en kvalifikationsrunde til Eurovision Song Contest 1993. 7 lande fra den tidligere østblok deltog i konkurrencen. Konkurrencen blev afholdt 3. april 1993 i Ljubljana, Slovenien. Top tre i konkurrencen gik videre til Eurovision Song Contest, der i 1993 blev holdt i Millstreet i Irland. 

## Deltagere og Resultater
| Land                                                               | Artist(s)       | Sang                        | Placering | Points | Broadcaster      |
| ------------------------------------------------------------------ | --------------- | --------------------------- | --------- | ------ | ---------------- |
| Bosnien-Hercegovina                                                | Fazla           | Sva bol svijeta             | 2         | 52     | RTVBiH           |
| Kroatien                                                           | Put             | Don't Ever Cry              | 3         | 51     | HRT              |
| Estland                                                            | Janika Sillamaa | Muretut meelt ja südametuld | 5         | 47     | ETV              |
| Ungarn                                                             | Andrea Szulák   | Árva reggel                 | 6         | 44     | Magyar Televízió |
| Rumænien                                                           | Dida Dragan     | Nu pleca                    | 7         | 38     | TVR              |
| Slovenien                                                          | 1X Band         | Tih deževen dan             | 1         | 54     | RTVSLO           |
| Slovakiet                                                          | Elán            | Amnestia na neveru          | 4         | 50     | SK/STV           |
| Scene: Studio 1, RTVSLO Broadcasting Centre - Ljubljana, Slovenien |                 |                             |           |        |                  |